# Ellinor Jensen
Ellinor Renate Jensen (* 15. April 1929 in Frankfurt am Main; † 6. Juli 2023 in München) war eine deutsche Schauspielerin in Theater und Film, die vor allem für ihre Rollen in den Filmen Viele kamen vorbei (1956), Illusionen (1957) und Sebastian Kneipp – Ein großes Leben (1958) bekannt war.

## Biografie
Die Tochter des Ethnologen Adolf Ellegard Jensen erhielt privaten Schauspielunterricht bei Margret Langen, ehe sie Theater zu spielen begann. 1950 ist sie an den Städtischen Bühnen Gelsenkirchen nachzuweisen. Ihre folgenden Engagements im selben Jahrzehnt führten sie an das Markgrafentheater in Erlangen, das Staatstheater Wiesbaden und nach Oldenburg. Auftritte in Kurzfilmen (Du und Dein Auto, Schillerstraße 16) folgten.
Ihre erste Rolle in einer abendfüllenden Kinoproduktion bekam Ellinor Jensen 1953 in dem Musikfilm Heimlich, still und leise unter der Regie von Hans Deppe. Ihre Filmpartner in dieser Komödie waren unter anderem Lina Carstens und Walter Giller. Im selben Jahr folgte ein weiterer Musikfilm Straßenserenade, wo Jensen mit Vico Torriani und Sybil Werden zusammenarbeitete. In der österreichischen Heimatkomödie Bruder Martin von 1954 spielte Jensen unter der Regie von Axel von Ambesser erstmals an der Seite von Paul Hörbiger, mit dem sie in der Folgezeit weitere Male zusammenarbeitete. In dem Fernsehfilm Illusionen von 1957 spielte die Schauspielerin mit Tilla Durieux, Joachim Fuchsberger und Peter Weck. In dem österreichischen Heimatmelodram Der schönste Tag meines Lebens (1957) spielte Jensen die Hauptrolle der Schwester Maria, in der der Waisenjunge Toni, gespielt von Michael Ande, einen Mutterersatz sieht. Paul Hörbiger und Paul Bösiger waren zwei ihrer erwachsenen Filmpartner.
In der Filmbiografie von 1958 Sebastian Kneipp – Ein großes Leben verkörperte Jensen die Ordensschwester Sebastiana, die die an Lupus erkrankte und von den Menschen wie eine Aussätzige behandelte Anna pflegen hilft. Sie ist in der Ordinariation von Kneipp als dessen rechte Hand. Neben Carl Wery in der Titelrolle war auch Paul Hörbiger wieder mit von der Partie. Ihre letzte festgehaltene Rolle spielte Jensen in der Comedyserie von 1970 Die Berufe des Herrn K. Herr K. wurde von Helmut Qualtinger verkörpert. Danach verschwand sie aus dem Blickfeld der Öffentlichkeit.
1954 heiratete Ellinor Jensen den Arzt Kurt Hoffmann, sie starb im Juli 2023 94-jährig in München. 

## Filmografie (komplett)
- 1953: Heimlich, still und leise
- 1953: Straßenserenade
- 1954: Und der Himmel lacht dazu (Bruder Martin)
- 1955: Benehmen ist Glückssache
- 1956: Viele kamen vorbei
- 1957: Zwischen Himmel und Meer (Fernsehfilm)
- 1957: Illusionen (Fernsehfilm)
- 1957: Der schönste Tag meines Lebens
- 1958: Auch Männer sind keine Engel (Wiener Luft)
- 1958: Sebastian Kneipp – Ein großes Leben
- 1964: Die fünfte Kolonne – Eine Puppe für Klein-Helga (Fernsehserie)
- 1970: Die Berufe des Herrn K. (Fernsehserie)